# Michael Tabrett
Michael Tabrett (ur. 16 lipca 1981, zm. 7 grudnia 2003 w Brisbane) – australijski rugbysta grający w formacji ataku, reprezentant kraju, trzykrotny srebrny medalista juniorskich mistrzostw świata.
Uczęszczał do St Laurence's College i jako jego uczeń został w 1998 roku powołany do kadry Australian Schoolboys. W 2000 roku w debiucie reprezentacji U-19 na mistrzostwach świata zdobył srebrny medal, powtórzył ten sukces z zespołem U-21 w latach 2001 i 2002.
W australijskiej reprezentacji rugby 7 występował w pierwszych dwóch sezonach IRB Sevens World Series, w roku 2003 zaś wraz z kadrą A wziął udział w wyprawie do Japonii.
Członkiem Akademii Reds był od roku 1998, a debiut w stanowych barwach zaliczył przeciwko British and Irish Lions podczas ich tournée w 2001. W kolejnych dwóch latach grał natomiast w Super 12 zaliczając kolejne dziesięć występów. Na poziomie klubowym związany był z GPS Rugby i w latach 2002–2003 w szesnastu seniorskich spotkaniach zdobył sześć przyłożeń.
Popełnił samobójstwo 7 grudnia 2003 roku.